# 1878

## Събития
- 9 януари – Руско-турска война (1877–1878): Победа на руските войски в битката при Шипка-Шейново
- 17 януари – Руско-турска война (1877–1878): Битката при Пловдив открива пътя за руско настъпление към Цариград
- 29 януари – Търговище бива освободено от руските войски начело с генерал Казимир Ернрот
- 6 февруари – Бургас е освободен от руските войски на генерал Лермонтов
- 19 февруари – Фонографът е патентован от Томас Едисън
- 20 февруари – Винченцо Печи е избран за 256-ия папа на католическата църква и приема името Лъв XIII
- 3 март (стар стил – 19 февруари) – Санстефански мирен договор
- 15 май – Основана е Токийската фондова борса
- 10 юни – Създадена е Призренската лига, която цели да гарантира териториалната цялост на Албания
- 1 юли – С Берлинския договор са създадени Княжество България и Източна Румелия
- Създаден е първият микрофон
- Под името Нютън Хийт е създаден английският футболен клуб Манчестър Юнайтед
- Създаден е ФК Евертън

## Родени
- Александър Димитров, български политик († 1921 г.)
- Андрей Казепов, български учител и революционер († 1904 г.)
- Кирил Стоянов, български революционер († 1909 г.)
- Манол Розов, български революционер († 1903 г.)
- Мирчо Найденов, български революционер († 1917 г.)
- Никола Янишлиев, български просветен деец († 1924 г.)
- 3 януари – Константин Батолов, български политик († 1938 г.)
- 6 януари – Карл Сандбърг, американски поет († 1967 г.)
- 9 януари – Джон Б. Уотсън, американски психолог († 1958 г.)
- 12 януари – Ференц Молнар, унгарски писател († 1952 г.)
- 14 януари – Пейо Яворов, български поет и революционер († 1914 г.)
- 30 януари – Дончо Лазаров, български революционер († 1950 г.)
- 5 февруари – Андре Ситроен, френски инженер († 1935 г.)
- 8 февруари – Мартин Бубер, австрийско-израелски философ († 1965 г.)
- 23 февруари – Казимир Малевич, украински художник († 1935 г.)
- 24 февруари – Александър Божинов, български художник († 1968 г.)
- 25 февруари – Панчо Дорев, български дипломат и историк († 1938 г.)
- 7 март – Борис Кустодиев, руски художник († 1927 г.)
- 16 март – Реза Шах Пахлави, ирански монарх († 1944 г.)
- 1 април – Кирил Христов Совичанов, български революционер и учител († 1961 г.)
- 9 април – Марсел Гросман, унгарски математик († 1936 г.)
- 10 април – Лазар Поптрайков, български революционер († 1903 г.)
- 14 април – Тома Попгеоргиев, български учител и свещеник († 1936 г.)
- 18 април – Александър Панайотов, български революционер († 1903 г.)
- 28 април – Лайънъл Баримор, американски актьор († 1954 г.)
- 29 април – Андрей Николов, български скулптор († 1959 г.)
- 5 май – Алберт Сониксен, американски журналист († 1931 г.)
- 10 май – Густав Щреземан, германски политик († 1929 г.)
- 20 май – Александър Давидов, български военен деец († 1925 г.)
- 27 май – Панарет Брегалнишки, български духовник († 1944 г.)
- 5 юни – Панчо Виля, мексикански революционер († 1923 г.)
- 26 юни – Ана Маймункова, български политик († 1925 г.)
- 16 юли – Андреас Хермес, германски политик († 1964 г.)
- 20 юли – Александър Радославов, български революционер († 1951 г.)
- 20 юли – Петър Манджуков, български революционер († 1966 г.)
- 24 юли – Едуард Дансени, ирландски писател († 1957 г.)
- 25 юли – Стоян Бъчваров, български актьор († 1949 г.)
- 10 август – Алфред Дьоблин, немски психиатър и писател († 1957 г.)
- 14 август – Харалд Киде, датски писател († 1918 г.)
- 25 август – Славко Кватерник, хърватски политик и военен деец († 1947 г.)
- 27 август – Пьотър Врангел, белогвардейски генерал († 1928 г.)
- 7 септември – Стефан I Български, български духовник († 1957 г.)
- 10 септември – Иван Романов, български духовник († 1953 г.)
- 15 септември – Йон Драгумис, гръцки дипломат († 1920 г.)
- 20 септември – Ъптон Синклер, американски писател († 1968 г.)
- 24 септември – Шарл-Фердинан Рамю, швейцарски писател († 1947 г.)
- 27 септември – Яни Попов, български революционер († 1945 г.)
- 5 октомври – Герасим Михайлов, български комунистически деец († 1925 г.)
- 15 октомври – Пол Рейно, 114-ият премиер на Франция († 1966 г.)
- 17 октомври – Михаил Арнаудов, български литературен историк, фолклорист, етнолог, професор († 1978 г.)
- 22 октомври – Христо Узунов, български революционер († 1905 г.)
- 27 октомври – Стамен Григоров, български биолог и лекар († 1945 г.)
- 1 ноември – Карлос Сааведра Ламас, аржентински политик († 1959 г.)
- 4 ноември – Марсел Камерер, австрийски художник и архитект († 1959 г.)
- 8 ноември – Димитър Влахов, македонски политически деец и журналист († 1953 г.)
- 16 ноември – Михайло Парашчук, украински скулптор († 1963 г.)
- 4 декември – Никола Данчов, български писател и лексикограф († 1956 г.)
- 7 декември – Спиридон Михайлов, български военен деец († 1925 г.)
- 13 декември – Адриана Будевска, българска актриса († 1955 г.)
- 25 декември – Луи Шевроле, швейцарски автомобилен дизайнер († 1941 г.)

## Починали
- Стоян Събев, български революционер (* ? г.)
- 6 януари – Станислав Доспевски, български възрожденски художник (* 1823 г.)
- 9 януари – Виктор Емануил II, крал на Италия и Сардиния (* 1820 г.)
- 10 януари – Гина Караиванова, майка на Васил Левски (* ? г.)
- 18 януари – Антоан Бекерел, френски химик (* 1788 г.)
- 24 януари – Юлия Вревска, руска баронеса (* 1838 г.)
- 7 февруари – Пий IX, римски папа (* 1792 г.)
- 17 февруари – Нешо Бончев, български възрожденец, литературен критик и педагог (* 1839 г.)
- 20 март – Юлиус Роберт фон Майер, германски физик (* 1814 г.)
- 27 март – Добри Войников, български драматург, общественик и журналист (* 1833 г.)
- 13 май – Джоузеф Хенри, американски физик (* 1797 г.)
- 9 юни – Джанюариъс Макгахан, американски журналист (* 1844 г.)
- 9 юли – Бартелеми Дюмортие, белгийски ботаник и политик (* 1797 г.)
- 15 юли – Михаил Павлов, български просветен деец (* ? г.)

Вижте също:
- календара за тази година